# Европейская лютеранская конференция
Европейская лютеранская конференция (European Lutheran Conference, ELC) — объединение конфессиональных поместных лютеранских церквей в Европе.

## История
История ELC началась сразу по окончании Второй мировой войны, когда конфессиональные лютеранские церкви из разных стран Европы начали регулярно проводить миссионерские конференции. В 1986 году на основе этих встреч была создана Европейская лютеранская конференция.

## Принципы деятельности
В своей деятельности ELC руководствуется «Принципами», утвержденными 25 июня 1999 года (актуальная исправленная версия утверждена 2 июня 2025 года).
Полноправные члены конференции состоят друг с другом в общении кафедры и алтаря.

## Полноправные члены
- Евангелическо-лютеранская церковь в Бельгии (ELKB)
- Евангелическо-лютеранская епархия в Норвегии (ELDiN)
- Евангелическо-лютеранская свободная церковь Дании (ELFKiDk)
- Евангелическо-лютеранская церковь Англии (ELCE)
- Евангелическо-лютеранская церковь – Синод Франции (EEL-SF)
- Независимая евангелическо-лютеранская церковь (SELK) в Германии
- Португальская евангелическо-лютеранская церковь (IELP)
- Испанская евангелическо-лютеранская церковь  (IELE)

## Руководство
- Председатель Клаус Пален (SELK)
- Вице-председатель Лейф Йенсен (ELFKiDk)
- Секретарь Клаудио Флор (ELCE)